# Ionela Tirleaová
Ionela Tirleaová (rumunsky: Ionela Târlea, během manželství Târlea-Manolache; * 9. února 1976 Râmnicu Vâlcea) je bývalá rumunská atletka, běžkyně, stříbrná olympijská medailistka a dvojnásobná mistryně Evropy v běhu na 400 metrů překážek a halová mistryně světa v běhu na 200 metrů.

## Sportovní kariéra
Úspěchy začala sbírat již coby juniorka. Na MS juniorů v jihokorejském Soulu v roce 1992 vybojovala bronzovou medaili v běhu na 400 metrů a zlato ve štafetě na 4 × 400 metrů. O rok později se stala ve španělském San Sebastiánu juniorskou mistryní Evropy v běhu na 400 m překážek. V roce 1995 se ji podařilo v maďarské Nyíregyháze tento titul obhájit. O rok dříve získala zlatou medaili také na juniorském MS v Lisabonu, kde navíc obdržela stříbro i ve štafetě (4 × 400 m).
Několikrát se zúčastnila ostravského mítinku Zlatá tretra, kde od roku 2003 drží časem 53,87 s rekord v běhu na 400 m překážek.

### Osobní rekordy
Hala
- 200 m – 22,39 s – 6. března 1999, Maebaši
- 400 m – 50,56 s – 1. března 1998, Valencie

Dráha
- 400 m – 49,88 s – 12. července 1999, Palma de Mallorca
- 400 m přek. – 53,25 s – 7. července 1999, Řím